# 聯邦醫療補助

聯邦醫療保險和聯邦醫療補助服務中心（CMS）的標誌

美國的聯邦醫療補助是一項由聯邦和州共同提供經費的醫療衛生計劃，目的是為某些收入和資源有限的人所提供的醫療費用協助。Medicaid還提供通常聯邦醫療保險（Medicare）並未涵蓋的福利，包括療養院護理和個人護理服務。這兩個計劃之間的主要區別在於Medicaid計劃為低收入人群支付醫療費用，而Medicare計劃為老年人提供醫療保險。對於能同時享有Medicaid和Medicare的人，還有Medicare雙重合格計劃。美國醫療保險協會（Health Insurance Association of America）把Medicaid描述為「由政府所提供，針對收入和資源不足的人士，且不論他們年齡的醫療保險計劃。」
Medicaid是美國低收入人群醫療衛生相關服務的最大經費來源，截至2017年，這種免費服務為7,400萬低收入和殘疾人士（占美國人口的23％）提供醫療保險涵蓋，以及負擔2019年美國半數的接生費用。這個保險計劃的受保人需要經過經濟狀況調查，由州和聯邦政府共同提供經費，管理則由州政府負責，美國各州都有很大的空間來決定誰有資格接受補助。截至2017年，Medicaid的年度總成本剛超過6,000億美元，其中聯邦政府提供3,750億美元，其餘的2,300億美元則由各州提供。各州並非受到強制來參與這項計劃，但從1982年以來，所有的州都已加入。受益者必須是美國公民，或者是有資格的非公民，包括低收入的成年人、其子女、和有某些殘障的人士。
《患者保護與平價醫療法案》（PPACA，或稱ACA）把Medicaid的資格，以及聯邦的撥款都大幅擴張。根據這項法案，所有收入不超過貧窮標線 133％的美國公民，以及有資格的非公民，包括無受撫養子女的成年人，只要住在參與Medicaid擴張（或稱擴大，擴展，Medicaid Expansion） 的州，都可受到覆蓋。但是美國最高法院在“全國獨立企業聯盟訴西貝利厄斯案”中判定，各州不必同意參與這一擴張才能繼續獲得以前即已確定的Medicaid經費，有些州選擇不參與擴張，仍維持PPACA之前的經費水準，還有維持州民原有的資格標準。
研究顯示，Medicaid計劃把醫療保險的覆蓋、服務的取得、受惠者的財務、以及某些健康結果，都做出改善，也提供經濟利益給各州和醫療衛生提供者。
Medicaid、Medicare、軍人醫療保險、和軍人眷屬醫療保險（Federal benefits for veterans, dependents and survivors，ChampVA）是由美國政府提供經費的四項醫療保險計劃，前兩項的管理是由位在馬里蘭州巴爾的摩市的聯邦醫療保險和聯邦醫療補助服務中心（CMS）負責。

## 特色
從1980年代開始，美國許多州都接受聯邦政府的豁免，以建立管理式醫療護理計劃。Medicaid計劃的受益者每月從州獲得固定的保險費去參與一種私人醫療衛生計劃-管理式醫療護理。這管理式醫療護理組織負責提供全部或大部分的服務給參與者。除了少數州之外，其他州如今都採用管理式醫療護理，提供保險覆蓋給大部分的參與者。截至2014年，有26個州與管理式醫療護理組織簽約，提供長期護理給老年和殘疾人士。
各州每月為每位參與者，以論人計酬支付的方式付款給管理組織，由組織提供全面護理，經營風險由組織自行負責。在全美國大約有80％的參與者加入管理式醫療護理計劃。貧困兒童和父母的資格群體通常會加入管理式醫療護理，而老年和殘疾的資格群體通常會利用傳統的"按服務收費"的模式。
由於服務費用是根據參與者用到的護理和需求而變化，因此所謂每人平均費用僅是拿實際費用作粗略的估計。每個州的年度費用各有不同，是根據各州批准Medicaid福利以及它們特定費用而定。根據2014年凱撒家庭基金會的一份報告估計，用在兒童服務的人均年費為2,577美元，成人為3,278美元，殘疾人士為16,859美元，老年人（65歲以上）為13,063美元，所有Medicaid受益者為為5,736美元。

## 歷史
《1965年美國社會安全保險修正案》通過時，在《美國社會安全保險法》的第42章（§§1396及以下條款）中增加標題XIX來建立Medicaid計劃。根據這個計劃，聯邦政府向各州提供匹配經費，讓各州能夠提供醫療援助給符合特定資格的居民。目的是幫助那些收入和資源不足以購買傳統醫療保險的人。
根據《1990年綜合預算調解法案》（OBRA-90），有兩個法案被建立-Medicaid藥品回扣計劃和Medicaid保險費付款計劃（HIPP）。這些法案在1935年的美國社會安全保險法中加入第1927節，在1991年1月1日生效。法案成立的目的，是讓Medicaid計劃以折扣價購買門診藥品，而患者是最終受惠者。
《1993年綜合預算調解法案》（OBRA-93）對法案的第1927節做修訂，因此Medicaid藥品回扣計劃受到修改，另外還要求各州執行Medicaid財產追回計劃，以追討受益但已過世者的遺產，用來償還長期護理相關費用，並由各州自行決定是否追討非長期護理費用，包括醫療費用的全額。
Medicaid還向美國各地學校提供按服務收費計劃，對提供服務給特殊教育學生的相關費用作補償。聯邦法律規定，美國每位殘疾兒童都應接受"免費的適當公共教育"。美國最高法院的判決，以及隨後在聯邦法律的修改都明確表明，Medicaid必須支付費用，為所有符合資格的殘疾兒童提供服務。

### 根據PPACA所做的Medicaid擴張

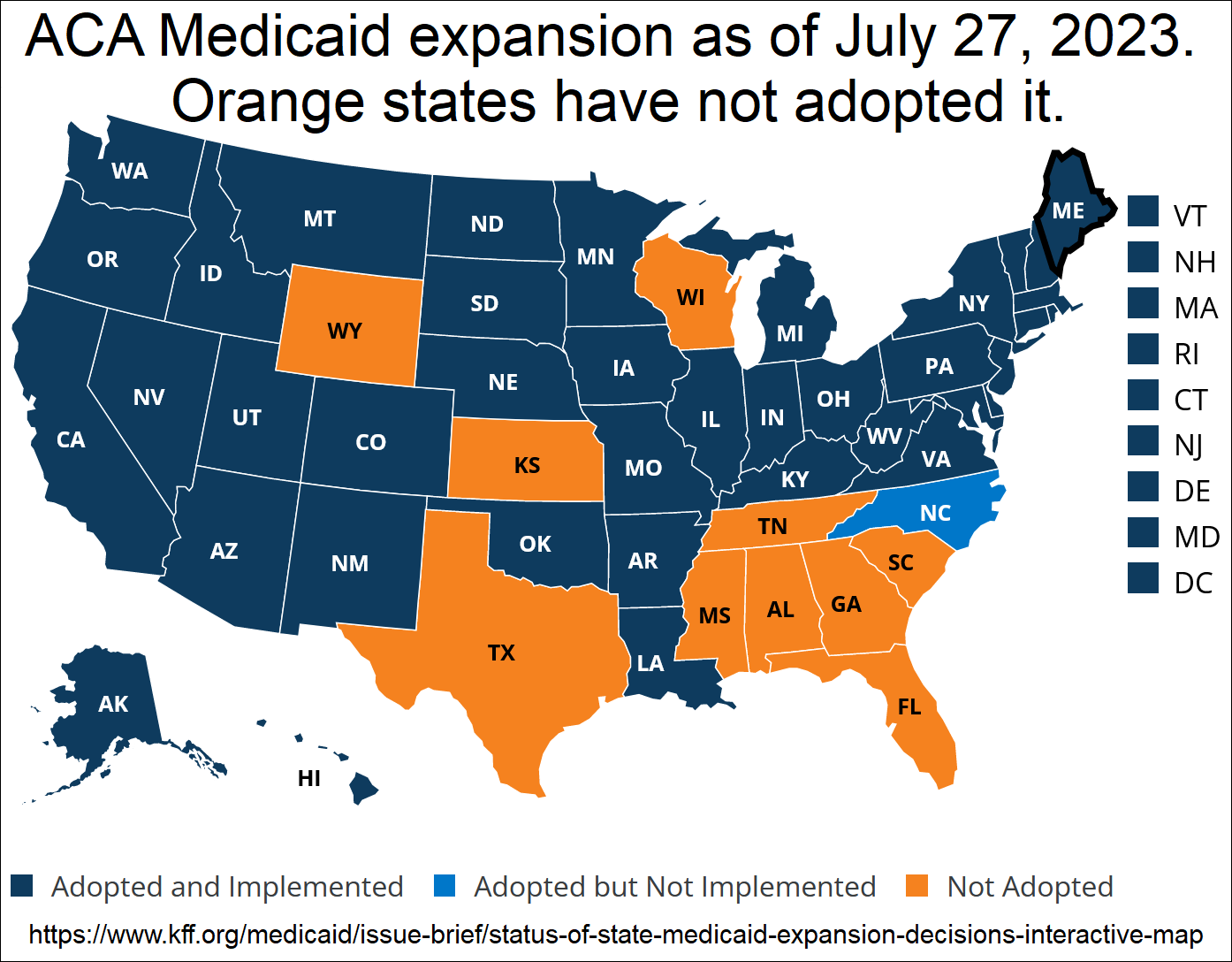
參與Medicaid expansion的美國各州，

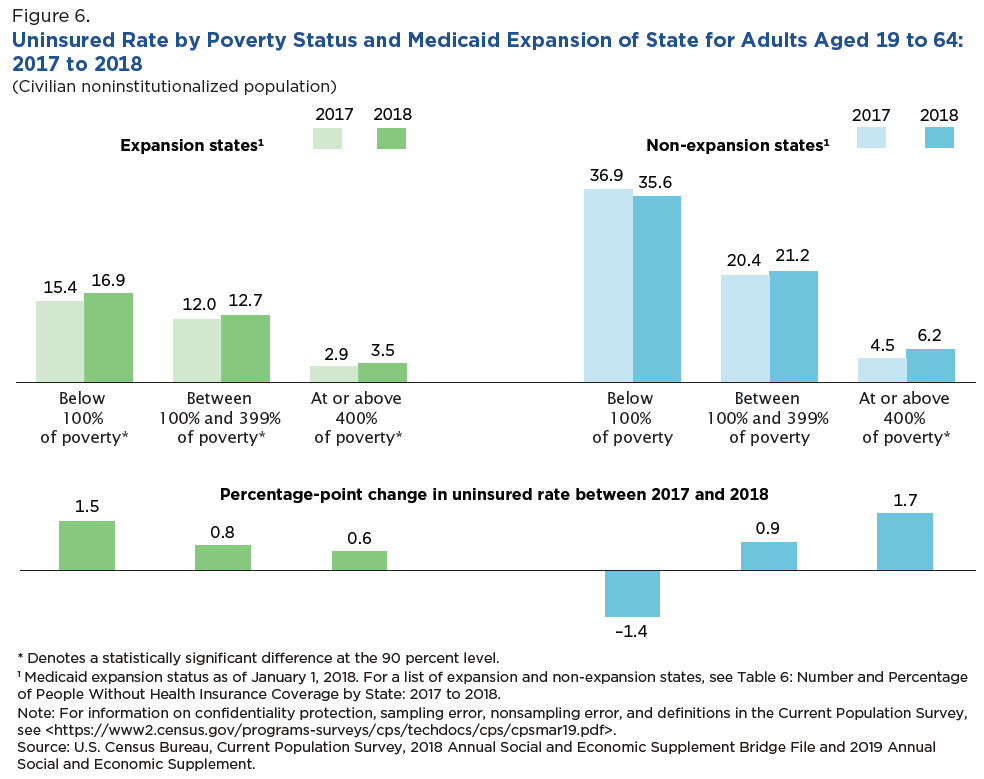
參與Medicaid Expansion的各州在2018年，在各收入群組中都有較低的無醫療保險覆蓋比率。

截至2019年12月，美國已有37個州和哥倫比亞特區接受《PPACA》Medicaid擴張。在18歲至64歲的成年人中，參與擴張的州在2016年第一季度的未保險率為7.3％，而未參與擴張的州，它們的未保險率為14.1％。最高法院在2012年裁定，如果各州不參與擴張，將不會失去Medicaid補助經費，有些州拒絕參與。美國有超過一半的未參保人口居住在這些州之內。
CMS估計，2015年擴張成本為每人6,366美元，比先前的估計高出約49％。估計有900萬到1,000萬人獲得Medicaid，其中大多數是低收入成年人。凱撒家庭基金會估計，在2015年10月，拒絕參與擴張的各州在2015年10月增加310萬沒有保險覆蓋的人口。
許多州沒有對未懷孕的殘疾成年人或無受撫養子女者，無論他們收入狀況，提供Medicaid福利。由於此類人無法獲得商業醫療保險計劃的補貼，因此大多數幾乎無法獲得任何醫療保險。例如在堪薩斯州，只有身體健全、且有子女、且收入低於貧窮標線32％的成年人才有資格，收入在貧窮標線的32％至100％之間的人（家庭收入在6,250美元至19,530美元之間）中沒資格獲得Medicaid的覆蓋，或是獲得聯邦的補貼來購買醫療保險。
針對拒絕參與Medicaid擴張的影響，所做研究的結果，有多達640萬人，他們的所得超過Medicaid的門檻，而沒資格獲得醫療衛生市集提供的保費補貼。幾個州辯稱他們無法負擔2020年各州該負擔的10％擴張經費。一些研究顯示由於無償的急診醫療費用的增加，會讓拒絕參與擴張的成本更高，否則這些成本的部分可受到Medicaid的分攤。
在2016年所做的一項研究發現，做了Medicaid擴張的肯塔基州和阿肯色州的居民獲得醫療衛生服務的機會更大，產生急診室費用或難以支付醫療費用的機會較少。德克薩斯州的居民因為沒參與Medicaid擴張，在同一時期並無類似的改善。肯塔基州選擇增加管理式醫療護理，而阿肯色州則採取私人保險的補貼。後來，阿肯色州和肯塔基州州長提案減少或修改兩州的計劃。從2013年到2015年，阿肯色州的人口無保險覆蓋比率從42％下降到14％，肯塔基州從40％下降到9％，而德克薩斯州則從39％下降到32％。
DHHS於2016年進行的一項研究發現，擴大Medicaid覆蓋的州在醫療衛生交易所提供保單的保費較低，因為低收入者加入人數較少，通常低收入者的平均健康狀況要比高收入人群的健康狀況差。
美國普查局在2019年9月的報告中說，參與PPACA擴大Medicaid的州，其州民無醫療保險覆蓋的比率與那些未參與擴張的州相比，要低很多。例如，對於處於貧窮標線水平100％至399％之間的成年人，參與擴張的州在2018年未保險率是12.7％，未參與擴張的州，未保險率是21.2％。在14個未保險率達到10％或更高的州中，有11個沒參加擴張計劃。美國全國經濟研究所（NBER）在2019年7月所做的一項研究顯示，實施Medicaid擴張的州民死亡率有統計學上顯著的降低。

## 各州實施狀況
各州可把Medicaid計劃的管理與其他保險計劃（例如兒童醫療保險計劃（CHIP））捆綁在一起，因此在州內同一組織會同時管理到其他的醫療保險計劃。由州或州之下的政治部門提供經費的某些地區，也會有單獨的計劃，為貧困者和未成年人提供醫療保險覆蓋。
各州參與Medicaid是出於自願；但是自1982年以來，所有的州都參加這項計劃，亞利桑那州成立其本身的亞利桑那州醫療衛生成本控制系統（即當地的Medicaid管理署，AHCCCS）。在某些州，Medicaid計劃是分包給私人醫療保險公司來作辦理，而另外一些州則直接支付給醫療衛生提供者（即醫生、診所、和醫院）。Medicaid涉及許多服務，某些州會比別州提供更多的服務。提供最多的服務包括有弱智人士的“中間護理”、處方藥、以及21歲以下患者的療養院護理。提供最少的服務包括制度性宗教（非醫學性）醫療衛生服務、依賴呼吸器的呼吸道護理、和老人全面護理計劃（簡稱 PACE）（包括老年護理）。
大多數州擁有本身的管理Medicaid的機構。其中有：
- 亞利桑那州：亞利桑那州醫療衛生成本控制系統（AHCCCS）
- 加利福尼亞州：Template:加州醫療補助計劃
- 康乃狄克州：HUSKY D [40]
- 緬因州：MaineCare [41]
- 麻薩諸塞州：MassHealth（請參考麻薩諸塞州醫療衛生改革（英语：Massachusetts health care reform））
- 新澤西州：新澤西州家庭保健 （NJ FamilyCare）[42]
- 俄勒岡州：俄勒岡州醫療計劃（英语：Oregon Health Plan）
- 俄克拉荷馬州：俄克拉荷馬州Medicaid管理署（英语：Oklahoma Health Care Authority）
- 田納西州：田納西州Medicaid管理署（英语：TennCare）
- 華盛頓州：華盛頓州Medicaid管理署（英语：Washington Apple Health）
- 威斯康辛州：威斯康辛州Medicaid管理署（英语：BadgerCare）

從2012年1月起，阿拉巴馬州、阿拉斯加州、亞利桑那州、科羅拉多州、佛羅里達州、和喬治亞州的Medicaid和/或兒童醫療保險計劃的經費，可用來協助支付雇主為僱員投保的醫療保險。

### 各州間差異
Medicaid的管理由各州自行處理，每個州在州民參加的資格，涵蓋的服務，以及醫師和醫療提供者報銷的方式都有不同的標準。各州間的差異通常會受到州民的政治意識形態，和民眾的文化信仰所影響。CMS會密切監視每個州的計劃，並設定各州在服務、品質、資金、和資格標準方面的要求。
Medicaid財產追回規定也因州而異。 （聯邦法律對是否應追討非長期護理相關費用（例如正常的醫療保險類醫療費用）讓各州自行裁量，以及追討是否僅限於遺囑認證的遺產，還是包括其他遺產。 ）

##### 政治影響
經濟學家吉迪恩·盧肯斯（Gideon Lukens）所做的一項研究指出，幾個政治因素會影響這種醫療衛生服務（經費來自稅收）的成本和受益者的資格，研究發現影響受益者資格的顯著因素包括"當政的政黨、州民的意識形態、婦女在立法機關中的人數、項目否決權、還有醫師利益團體的規模大小"，這種說法對普遍的假設互相呼應，即民主黨人贊成寬大的資格政策，而共和黨人則不是。當最高法院在2012年允許各州自行決定是否參與Medicaid Expansion計劃時，民主黨議員佔主導地位的北部各州參與計劃者超出比率，通常還會把現有的資格予以擴大。
在某些由共和黨控制的州，當地的立法機關，可能會被迫用擴大現有參與者資格的方式來進行Medicaid Expansion，只要達成某種規定的目標，他們就運用豁免方式來免除某些Medicaid的要求。在實施過程中，這表示使用Medicaid經費來支付低收入公民的私人醫療保險費；這種方式最初只在阿肯色州實施，但後來被其他共和黨控制的州所採用。 但是，私人保險的費用比Medicaid更昂貴，而州政府不必為私人保險的費用分攤太多。
某些族群，例如移民，會比其他人面臨更多獲得醫療衛生服務的障礙，例如政策外的因素-身份問題、交通問題、還有對醫療系統的了解（包括受惠的資格）的問題。

##### 資格和覆蓋範圍
Medicaid的資格政策非常複雜。一般而言，一個人的Medicaid資格與他們對有撫養子女的家庭提供援助（AFDC）的資格有關，AFDC為低收入或無收入家庭的兒童提供援助，並與老年人、盲人、和殘疾人士的補充安全收入（SSI）計劃相關。聯邦法律要求各州對所有合乎AFDC和SSI協助資格的人提供Medicaid覆蓋。
有資格獲得AFDC和SSI的資格者，基本上是就可得到Medicaid的覆蓋，所以檢查AFDC和SSI在每個州的資格/覆蓋率的差異，也是評估Medicaid差異的準確方法。每個州在SSI的覆蓋範圍大致保持一致，並且在資格或是福利方面近乎標準化。但是對於AFDC有不同的資格標準，取決於：
1. 低收入工資率：州福利計劃以當地公認最基本程度的概念，當作提供援助的基礎。
2. 對於因為福利而鼓勵外地移民進入的認知。不僅州內的社會規範會影響他們對符合AFDC資格的規定，而且州的四周地區狀況也會影響到該州的看法。

##### 醫療衛生提供者報銷
除了州與州之間資格和覆蓋範圍的差異外，Medicaid提供給醫療衛生提供者的報銷程度也存在不小差異。最明顯的例子是在普通的骨科手術。例如在2013年，新澤西州和德拉瓦州兩州間，10種常見骨科手術的報銷平均差額為3,047美元。報銷的差異可能會影響到用在患者身上的療程。

## 加入
根據CMS的資料，Medicaid計劃在2001年的受益者有4,600萬人。在2002年加入者人數為3,990萬人，其中最大的群體是兒童（1,840萬，佔46％）。從2000年到2012年，為兒童支付的住院費用比率上升33％，而由私人保險支付的比率則下降21％。在2004年，大約有4,300萬美國人加入（其中1,970萬為兒童），總支出為2,950億美元。在2008年，Medicaid計劃的受益者大約有4,900萬低收入的兒童、孕婦、老年人、和殘疾人士。2009年，有6,290萬美國人參加Medicaid計劃至少1個月，平均的加入人數為5,010萬。在2009年到2010年，加州約有23％的人口加入加州醫療補助計劃至少1個月。截至2017年，Medicaid的年度總成本剛超過6,000億美元，其中聯邦政府提供3,750億美元，而各州提供2,300億美元。
在2008-2009年的經濟衰退期間，美國人在收入和醫療保險覆蓋面的損失，導致Medicaid在2009年的加入人數大幅增加。美國有9個州的加入人數增加15％或更多，給這些州的預算帶來沉重的壓力。
凱撒家庭基金會的報告寫道，在2013年，受到Medicaid協助的人之中，白人佔40％，黑人佔21％，西班牙裔佔25％，其他族裔佔14％。

## 與Medicare比較
Medicare是一項由聯邦政府負擔經費的社會保險計劃，主要的對象是老年人口，與Medicaid不同。根據CMS網站，Medicare是一項針對65歲或以上的人群，或者是65歲以下但有某些殘疾的人群，以及無論年齡而罹患腎功能衰竭的人群（透過腎功能衰竭護理計劃執行）所提供的的醫療保險計劃。 這個計劃的A部分涵蓋醫院帳單，B部分涵蓋醫療保險，以及D部分涵蓋處方藥的費用。
Medicaid除了聯邦政府提供經費之外，各州也提供（最多達經費的一半）。在某些州，縣和郡也提供經費。Medicaid與Medicare不同，是經過經濟狀況調查來決定適用者的資格，配合需求的社會福利或社會保護計劃，而不是一種社會保險計劃。受益的資格極大部分取決於收入程度。主要標準是針對那些收入和財務資源皆有限的人，這些標準在核定Medicare覆蓋時不發生影響。Medicaid與Medicare相比，提供的醫療服務涵蓋範圍更廣泛。
有些人同時符合獲得Medicaid和Medicare的資格，被稱為Medicare雙重合格，或稱Medi-medi's。在2001年，大約有650萬人同時具有Medicare和Medicaid的資格。在2013年，大約有900萬人同時具有這種雙重合格的資格。

## 福利
Medicaid有兩種類型。"社區型Medicaid"，用於幫助幾乎沒有，或完全沒有醫療保險的人。而"Medicaid療養院涵蓋"則用來為有資格的人，在他們把所有收入用於支付療養院費用（患者通常每月可保留66.00美元用於其他支出）後，負擔其他不足的部分。
有些州實施一項稱為“醫療保險費支付計劃”（HIPP）。計劃允許接受Medicaid者去購買私人醫療保險，保費由Medicaid支付。截至2008年，只有少數幾個州有這種計劃，並且參加率相對不高。但是各方對於這這種計劃的興趣仍然很高。
Medicaid計劃之下的社會保障計劃裡面，有提供牙科服務。對於21歲以上的人，屬於非強制性，但對於有資格且年齡在21歲以下的人來說屬於強制性。最基本的服務包括緩解疼痛（止痛）、牙齒修復、和維護牙齒健康。早期和定期篩檢，診斷和治療（EPSDT）是一項針對兒童，強制性的Medicaid計劃，重點在於作預防，早期診斷和早期治療。如果兒童在作口腔篩檢，發現有治療的需要時，則州有責任為治療付費，無論Medicaid有無涵蓋這項服務。

### 牙科
加入Medicaid計劃的兒童，有權獲得全面性的預防和修復牙科服務，但是這個人群的使用率很低。使用率低的原因很多，但缺乏參與Medicaid的牙科醫療機構是關鍵因素。很少有牙醫參與Medicaid計劃-在某些地區，少於當地私人牙醫的一半人數會參與。不參與的原因是報銷率低、表格複雜、和行政工作繁重。.在華盛頓州，一項名為“嬰兒和兒童獲得牙科服務（Access to Baby and Child Dentistry）”（簡ABCD）的計劃，對牙醫在提供口腔健康教育以及兒童牙齒疾病預防和修復服務時，給予更高的報銷比率，增加兒童獲得服務的機會。PPACA通過後，許多牙科診所開始使用牙科服務機構為它們分擔業務管理和支援的工作，牙醫診所因此得以降低成本，並將節省分享予目前沒做適當牙科保健的患者。

## 資格
國會以及CMS為Medicaid制定一般作業規則，每個州管理自己的Medicaid計劃。偶爾會有申請人被拒絕覆蓋。變成雖然各州都遵循相同的基本框架，但他們之間仍存有差異甚大的審理資格規則。
截至2013年，Medicaid雖說是針對低收入人群的計劃，但單單低收入並不是可加入的唯一要求。資格本身也要歸類，也就是說，加入者必屬於法規所定義的類別；包括低於特定薪資的兒童、孕婦、符合Medicaid資格兒童的父母（父母的收入也要符合特定的標準）、接受補充安全收入（SSI）和/或社會保障殘疾保險（SSD）的低收入殘疾人士、以及65歲及以上的低收入老年人。每個州對於類別的詳細定義各異。

### PPACA收入測試標準化
截至2019年，各州根據PPACA所做的Medicaid擴張計劃，都是使用調整後總收入來做資格確定，各州做法一致，並且禁止對加入者做資產或資源測試。

### 非PPACA規定資格
PPACA規定享有Medicaid擴張計劃的成年人要根據收入，而不是根據資產或者資源做資格的測試，但在PPACA擴張計劃之外的其他合格條件，也可能會用到資產測試，包括老年人或殘疾人的覆蓋資格。除了資產之外，其他的條件，例如年齡、懷孕與否、殘疾、失明、收入和資源、以及個人的身份，即是否為美國公民或合法入境的移民等，都會列入考慮。
截至2015年，針對加入資格的資產測試也各有不同；例如，有8州沒有針對有工作的殘疾人士可用的付費加入Medicaid的資產測試，並且有1州沒有針對收入落在聯邦貧窮標線最高為100％的老年人/盲人/殘疾人的資產測試。
最近，許多州已採用財務要求，這會讓有工作的貧困成年人更難獲得Medicaid的覆蓋。在威斯康辛州，州政府對加入者按家庭收入徵收3％的保費之後，有將近四分之一的Medicaid患者被放棄覆蓋。明尼蘇達州所做的一項調查發現，接受Medicaid計劃覆蓋的人之中，有超過一半的人由於無法負擔共付額，而無法取得處方藥。
《2005年減少赤字法案》要求任何尋求Medicaid覆蓋的人必須出示證件，以證明他是美國公民，或是有居留權的外國居民。緊急聯邦醫療補助（Emergency Medicaid）則屬例外，允許孕婦和殘疾人士不論不論移民身份而獲得補助。對提供給住在療養院的人，和住在家裡的殘疾兒童的補助資格，Medicaid計劃訂有專門的規定。

#### 補充安全收入法案受益人
一旦某人根據“補充安全收入計劃”被核准為受益人時，他們或許可自動獲得Miedicaid覆蓋的資格（還得由他們所居住州的法律來決定）。

#### 五年期的"回顧"
2005年減少赤字法案內有一個五年"回顧期"的規定。意思是在過去五年之內，Medicaid覆蓋的申請人，如果進行過無公允市場價值的（任何形式的贈與）移轉，都會受到處罰。
罰款的計算方式是把當地或州的養老院平均每月費當作分母，除以轉移的資產價值來確定。因此，如果一個人贈與的資產估算價值為60,000美元，而療養院的平均每月費用為6,000美元，用6,000美元去除60,000美元，得出為10。這個數字表示申請人有10個月會沒有補助的資格。
在五年回顧期內進行的所有資產轉移都會被加總，並且在申請人資產已降至Medicaid限額以下之後，根據加總金額作計算來處罰。這表示申請人的資產降至水準以下（大多數州的標準為 $2,000）之後，他將有一段時間沒有資格受益。處罰起算的時間是從具有Medicaid受益資格時開始。
老年人把財產贈與或者移轉出去之後，有可能會陷入一種身無分文，卻又不能享受Medicaid資格的困境。

#### 移民身份
具有良好工作經驗（定義為有社會保障覆蓋的收入長達40個季度，即3.5年）或與軍事有關聯的合法永久居民（Legal permanent residents， LPRs）將有資格享有所有主要的聯邦福利計劃（需要經過經濟狀況調查），包括Medicaid在內。在1996年8月22日之後進入美國的LPR，被禁止享受Medicaid，為期五年，此後他們是否受到覆蓋由各州自行決定，各州可自行決定是否在前五年的禁止期內提供對LPR兒童或懷孕婦女的覆蓋。非公民，但擁有補充安全收入計劃福利者有資格獲得（並被規定獲得）Medicaid。難民和尋求庇護人士在進入美國後可獲得Medicaid，為期7年；7年之後，由所居住的各州決定是否繼續提供。
非法移民和未經核准的外國人，無法取得大多數的聯邦福利，無論他們是否經過經濟狀況調查，但是緊急醫療服務為例外（例如用於緊急醫療的 Medicaid覆蓋），但各州可自行決定是否對非法移民和未經核准的外國人中，懷孕的或是兒童，並符合美國"合法居住"的定義的，提供覆蓋。有些特殊規則適用於少數的非公民類別：某些"跨境 "的美洲印第安人、赫蒙族/高地老撾人、假釋者、和有條件入國者、以及虐待案件的受害者。
在美國境外的美國領事館申請入境簽證，或在美國入境口岸申請入境的外國人，如果被視為"隨時有可能受到公共指控"，通常會被拒入境。在美國境內的外國人尋求把身份改為合法永久居民，或未經檢查就入境美國的人，也通常會受到"公共指控"的理由而被驅逐，並解遞出境。同樣，合法永久居民和其他被允許進入美國的外國人，如果進入美國的之前5年有既有的原因而曾受到公共指控，也會受到驅逐，並解遞出境。
移民官員在1999年發出的一封政策性信函中，對"公共指控"做出定義，並確定在發生公共指控時哪些福利會受到影響，而且根據現行法規和其他指南，處理拒絕入境或者驅除出境的方式。從總體上看，涉及公共指控事項，外國人並不是因為受到公共福利的本身，而構成需要被驅逐出境的理由。

### 兒童和兒童醫療保險計劃
不論父母是否有資格，兒童都可能有資格獲得Medicaid的覆蓋。也就是說，即使他的父母沒資格，也可根據兒童本身的身份來享受到補助。同樣的，如果兒童與父母之外的人同住，根據兒童自己的身份，仍會有資格。
有三分之一的兒童，和一半以上的低收入兒童（59％）可透過Medicaid或兒童醫療保險計劃獲得保險覆蓋。這類保險為他們提供預防和初級照護的服務，這些服務的使用率比無醫療保險覆蓋的人高得多，但仍低於透過私人醫療保險的利用率。截至2014年，無保險覆蓋兒童的比例降至 6％（無保險覆蓋兒童總數為500萬）。

### 愛滋病
在聯邦醫療保險D部分實施之前，是由Medicaid為美國愛滋病的患者提供醫療衛生費用的最大部分，後來同時有資格獲得Medicare和Medicaid覆蓋的患者，他們的處方藥成本轉由聯邦醫療保險D部分承擔。有愛滋病毒呈陽性症狀的低收入人群，除非符合其他的資格類別，否則他們仍無法獲得Medicaid的覆蓋，直到他們被歸入"殘疾人"類別才能獲得資格-所謂殘疾人，譬如說如果他們的症狀進展成為愛滋病的時候（每立方毫米的T細胞數目下降到200以下。Medicaid的資格政策與《美國醫學協會雜誌》的指南不相同，指南建議對每立方毫米的T細胞數目為 350或更少的患者，或對某些T細胞數目更高的患者就該進行治療。由於治療愛滋病毒藥物的高昂費用，許多患者如果沒有Medicaid的幫助，根本無力取得抗反轉錄病毒藥物作治療。據估計，美國有一半以上的愛滋病患者依靠Medicaid的協助作治療。另外兩個為愛滋病患者提供財務協助的計劃是社會保障殘疾保險，和補充安全收入計劃。

## 利用率
在2003年至2012年的期間，由Medicaid付費的患者住院次數增加2.5％，即80萬人次。在2019年，美國有一半的嬰兒接生由Medicaid負擔費用。
Medicaid的超級利用者（定義為一年內入院4次或以上的患者）佔了大部分的住院次數（5.9次對1.3次），住院時間更長（6.1天對4.5天），以及每次更高的住院費用（11,766美元對9,032美元）。 Medicaid super-utilizers were more likely than other Medicaid patients to be male and to be aged 45–64 years.
這種超級利用者通常是男性，年齡在45歲到64歲之間。他們的常見疾病包括情緒障礙和精神疾患、以及糖尿病、癌症、鐮刀型紅血球疾病、敗血症、鬱血性心臟衰竭、慢性阻塞性肺病、體內義體裝置物及移植物所致之併發症。

## 預算與財務

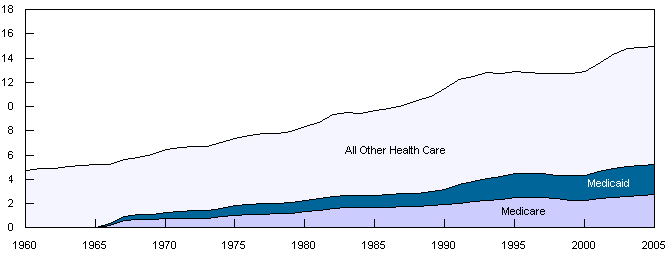
Medicaid花費在美國醫療系統（公共和私人總和）中的佔比，在GDP中的佔比圖，資料來源：美國國會預算辦公室

Medicaid是聯邦與州的聯合計劃，與純粹由聯邦提供經費的Medicare不同。每個州都有自己的Medicaid管理系統，但系統必須符合聯邦準則的規定，以便從聯邦獲得匹配的經費和捐贈。美屬薩摩亞、波多黎各、關島、和美屬維爾京群島則完全是由聯邦提供經費。提供給各州的匹配率是使用聯邦匹配公式（稱為聯邦醫療協助百分比）來確定，公式產生的撥款率因州而異，由每個州的人均收入來決定。最富裕的州只得到50％的匹配撥款，而比較貧窮的州則分得較高比率的匹配撥款。
在過去幾年中，Medicaid的經費已成為許多州的重大預算問題，平均每州在這個計劃上的花費，佔一般預算的16.8％。如果把聯邦匹配經費計入，平均將佔到每個州預算的22％。2004年，大約有4,300萬美國人受到Medicaid的覆蓋（其中1,970萬為兒童），總費用為2,950億美元。2008年，Medicaid計劃提供醫療保險和服務給大約4,900萬低收入兒童、孕婦、老年人、和殘疾人士。2008年的Medicaid計劃的支出估計為 2,040億美元。2011年，有760萬例住院醫療費用由Medicaid支付，占美國住院患者費用的15.6％（約合602億美元）。Medicaid計劃負擔的平均每次住院費用中位數為8,000美元，比全國的平均住院費用少2,000美元。
2014年的Medicaid計劃的實際支出為4,963億美元。聯邦支出佔3,015億美元（佔比61%），各州總共支出佔1,948億美元（佔比39%）Medicaid不會直接直接付款給個人；而是撥付給醫療機構。在某些州，Medicaid受益人自己需要支付一小筆費用（共付額）。根據聯邦法律Medicaid覆蓋適用的範圍僅限於 "必要的醫療服務"（請參考醫療必要性）。
Medicaid計劃在1965年被制定，其中有條款"對接受Medicaid福利時超過65歲的受益者，他們過世後，如果沒有尚存的配偶，沒有未成年子女，或者成年但有殘疾的子女，各州得透過法律途徑追討遺產來回收費用。" 1993年，國會頒布《1993年綜合預算調節法》，其中要求各州盡力追討"55歲或以上已故Medicaid受益者的長期護理和相關費用." 這項法案還允許各州自行決定是否追討那些已故受益人的其他Medicaid費用。 但是，如果過世的受益人"有尚存的配偶，21歲以下子女，或不論年紀的的盲人或殘障子女"和"法律還為逝者的成年子女提供例外條例，如果子女是賺錢養家活口的、財產由兄弟姐妹共有、以及諸如農場之類的創造收益中的財產。"法律禁止追討這類遺產 目前每州都有Medicaid財產追回計劃，所收回的款項因州而異，"取決於各州執行的方法，還有執行時使用的力道。"
2008年11月25日，有一項新的聯邦法規通過，允許各州向參與Medicaid計劃的人收取保費和較高的共付額。這項法規讓各州獲得更多收入，而能降低計劃的財務壓力。據估計，各州的節省可達11億美元，而聯邦政府可節省近 14億美元。但是，這意味著那些1,300萬Medicaid受益者必須承擔這種財務負擔，他們在5年內的共付款會增加13億美元。讓人關注的是，這樣的法規會抑制低收入人群去尋求醫療衛生服務。直到參與者在病情嚴重的時候才被迫支付增加的費用去接受治療，目前尚不清楚這項法規會產生什麼樣的長期影響。
2019年所做的的一項研究發現，密歇根州的Medicaid計劃擴張對該州產生淨的正面財政影響。

## 效果
凱撒家庭基金會在2019年對324項有關Medicaid Expansion作總結研究，結論是："Medicaid Expansion與覆蓋率的提高、獲得醫療機會的改善、財務安全增進、某些健康狀況/結果衡量指標的改進、以及州和醫療機構獲得經濟效益，都有關聯。"
一項在2021年所做的研究發現，Medicaid擴張導致死亡率大幅降低，主要是由與疾病相關的死亡人數的減少所致。《政治經濟學雜誌Journal of Political Economy》在2018年所做的研究發現，Medicaid一經推出後，便在1960年代和1970年代把嬰兒和兒童死亡率降低。非白人兒童的死亡率下降尤為顯著。《美國公共衛生雜誌》於2018年進行的一項研究發現，採取Medicaid擴張的州，嬰兒死亡率下降，而拒絕參與的州則結果相反。一項在2020年美國醫學會雜誌所做的研究發現，Medicaid擴張與晚期乳癌的發生率降低相關，表明Medicaid的容易獲得導致乳腺癌的早期發現，和提高存活率。一項在2020年所做的研究發現，沒有證據表明Medicaid擴張會對醫療保險接受者的醫療品質產生不利影響。一項在2018年的研究發現，在2000年代初期，Medicaid計劃在紐約州、亞利桑那州、和緬因州的擴張導致死亡率下降6％："與HIV相關死亡率（受最近引入的抗逆轉錄病毒藥物的影響）的影響佔20％ 。死亡率的變化與縣級保險覆蓋率的提高緊密相關，每年為每239至316名獲得保險的成年人挽救一條生命，顯示每條生命的成本節省在327,000美元至867,000美元之間，與大多數生命價值統計的估計作比較，屬於有利。"
在2016年，有一篇論文發現Medicaid對受益者的健康具有長遠,正面的影響："對幼兒提供Medicaid可降低死亡率和殘疾發生率，並且對於白人來說，可增加邊際勞動力的供應，並減少往後50年內的殘疾現金補助計劃，和公共醫療保險的支出。受益者的總收入不會改變，因為殘障福利被收入替代。"因為Medicaid的受益者更為健康的緣故，政府可在日後的福利支出的節省和增加稅收把用在Medicaid的投資給收回："政府對這些兒童的原始投資，可獲得的年度折現回報率達到 2%-7%之間，其中大部分的回報是來自將來較低的現金補助支出。" NBER在2019年發表的一篇論文發現，當夏威夷州停止允許自由聯合協定（COFA）移民參加該州的Medicaid計劃時，這類人群的Medicaid資助的住院人數下降69％，急診室就診人數下降42％ ，但是沒有保險覆蓋的急診次數增加，由Medicaid資助的嬰兒急診次數也大幅增加。NBER的另一篇論文發現，Medicaid擴張把死亡率降低。
一項在2020年的研究發現，Medicaid擴張把鄉村醫院的收入和營業利潤率提高，對小型城市醫院沒有影響，並導致大型城市醫院的收入下降。史丹佛大學和賓夕法尼亞大學沃頓商學院的經濟學家們在2019年發表的一篇論文說，Medicaid Expansion"讓醫院的收入和利潤大幅增加，政府醫院獲得相當良好的收益。在民眾福利方面，我們沒察覺出民眾的健康有明顯的改進，但是擴張導致醫院和急診室的使用大增，並把護理從公立醫院移轉到私人的，品質更好的醫院。" 
2017年對Medicaid計劃的學術研究所做的調查發現，計劃把接受者的健康和財務安全改善。研究顯示Medicaid Expansion與就業人數的增加和入學人數的增加都有關聯。2017年的一篇論文發現，Medicaid擴張計劃"在頭兩年把未付醫療帳單催收回來34億美元，並防止新的拖欠，而且把患者的信用評分提高。我們運用患者的信用報價和定價數據，由於家庭財務狀況改善，讓每年有5.2億美元的信貸條件改善。這樣計算出來的結果，除了直接減少自付費用外，再把這些間接收益列入考慮，Medicaid的經濟收益等於是翻了一倍。"研究發現，Medicaid擴張減少某些州的貧困率和嚴重的糧食安全狀況。而對阿肯色州施行Medicaid工作要求（Medicaid Work Requirement）所做的研究發現，這種做法導致無保險覆蓋的人數增加、醫療債務增加、尋求醫療和服藥的延遲，而對就業率並無顯著影響。
在2017年的一項研究發現，Medicaid計劃的收益者的政治參與度增加（根據選民登記和投票率作衡量）。
研究發現，Medicaid擴張減少犯罪。推測減少機制是由於Medicaid把個人的經濟安全提高，並為物質濫用預防或行為障礙疾患提提供更多的治療途徑。

### 俄勒岡州Medicaid計劃健康實驗和爭議
2008年，俄勒岡州決定為Medicaid計劃辦理一次調查，利用隨機方式選出10,000名有資格獲得Medicaid覆蓋的低收入人群，來衡量醫療保險對他們健康的影響，隨機抽樣可避免樣本有潛在的選擇偏差。
由麻省理工學院和哈佛大學公共衛生學院所做的兩項引人注目的隨機抽樣研究結果，發現"Medicaid覆蓋率在頭兩年中並未讓受益者的身體健康產生顯著的改善" ，但確實"增加醫療衛生服務的使用率、提高糖尿病的檢測和後續處理、降低抑鬱症的發生、並減輕患者的財務壓力。" 
研究發現在第一年：
1. 有Medicaid覆蓋的人，醫院使用率增加30％，住院時間增加30％，使用療程增加45％；
2. Medicaid的受益者，更有可能尋求預防護理。女性利用乳房攝影術的可能性增加60％，而作膽固醇檢查的，總體而言增加20％。
3. 就健康結果作自我報告而言，受益者與把自身健康報告為"好"、"非常好"、或"優秀"的可能性增加有關聯-總體上，比平均水準高約25％；
4. 受益者被檢出患有抑鬱症的可能性約低10％。
5. 會發生災難性醫療支出（費用超過收入的30％）的患者減少。
6. 受益者將需要貸款，或者放棄支付醫療費用帳單的可能性降低一半。[133]

這些研究激起支持擴大Medicaid覆蓋的一方，和反對的財政保守主義者（質疑擴展花費太大）的另一方之間的辯論。

## 延伸閱讀
- House Ways and Means Committee, 2004 Green Book – Overview of the Medicaid Program, United States House of Representatives, 2004.

## 外部連結
- Centers for Medicare & Medicaid Services （页面存档备份，存于）
  - Medicaid information （页面存档备份，存于）
    - Healthcare information for consumers （页面存档备份，存于）
    - Insurance information for consumers （页面存档备份，存于）
- Health Assistance Partnership
- Trends in Medicaid, October 2006. （页面存档备份，存于） Staff Paper of the Office of the Assistant Secretary for Planning and Evaluation (ASPE), U.S. Department of Health and Human Services
- Read Congressional Research Service (CRS) Reports regarding Medicaid
- "Medicaid Research" （页面存档备份，存于） and "Medicaid Primer" （页面存档备份，存于） from Georgetown University Center for Children and Families.
- Kaiser Family Foundation （页面存档备份，存于） – Substantial resources on Medicaid including federal eligibility requirements, benefits, financing and administration.
  - "The Role of Medicaid in State Economies: A Look at the Research," （页面存档备份，存于） Kaiser Family Foundation, November 2013
  - State-level data （页面存档备份，存于） on health care spending, utilization, and insurance coverage, including details extensive Medicaid information.
  - History of Medicaid （页面存档备份，存于） in an interactive timeline of key developments.
- Coverage By State （页面存档备份，存于） – Information on state health coverage, including Medicaid, by the Robert Wood Johnson Foundation & AcademyHealth.
- Medicaid （页面存档备份，存于） information from Families USA
- Medicaid Reform – The Basics from The Century Foundation
- National Association of State Medicaid Directors （页面存档备份，存于） Organization representing the chief executives of state Medicaid programs.
- Ranking of state Medicaid programs by eligibility, scope of services, quality of service and reimbursement （页面存档备份，存于） from Public Citizen.  2007.
- Center for Health Care Strategies, CHCS （页面存档备份，存于） Extensive library of tools, briefs, and reports developed to help state agencies, health plans and policymakers improve the quality and cost-effectiveness of Medicaid.